# Курбский, Фёдор Михайлович Чёрный
Князь Фёдор Михайлович Курбский по прозванию Чёрный (убит в 1549 под Плёсом) — голова и воевода на службе у Московских князей Василия III и Ивана Грозного.
Из княжеского рода Курбских, отрасли князей Ярославских. Рюрикович в XXI поколении. Младший сын князя Михаила Фёдоровича Курбского-Карамыша. Имел братьев, князей: Михаила и Владимира Михайловичей.

## Биография
Первое упоминание в разрядах в 1521 году, в качестве головы в Серпухове. В августе 1527 года был вторым воеводой в Нижнем Новгороде, откуда в 1528 году с полком правой руки ходил на Казань и соединясь с войсками пришедших сухим путём, в июле казанцев и их союзников разбил близ городского предместья, на реке Булак взял построенную деревянную крепость и окружив Казань принудил жителей сдаться. В 1528 году первый воевода на Мещере, а потом второй воевода в Нижнем Новгороде. В мае 1530 года второй воевода полка правой руки, в составе судовой рати принял участие в походе на Казань. В 1531 году четвёртый воевода в Кашире, а потом второй воевода Сторожевого полка в Козельске. В июле 1532 года первый воевода в Рязани за городом. В декабре 1535 года командовал в Новгороде сторожевым полком, оттуда отправлен в Псков первым воеводою Сторожевого полка на Литву, где воевал Полоцкие, Витебские и Бряславские области, взял Осиновец, Сенну и Латыгошеву, а сойдясь с московским войском воевал литовские земли до самой Вильны, откуда возвратился к лифляндским рубежам, где повоевал приграничные земли. В марте 1536 года вышел из Опочки с большим пленом и трофеями, а летом того же года отправлен из Москвы вторым воеводою Передового полка вторично на Литву, где у Мстиславля выжег посады, многие литовские места разорил и с большим пленом возвратился в Москву, откуда отправлен первым воеводою войск левой руки в Коломну. В 1537 году первый воевода Сторожевого полка в походе из Новгорода на Литву. В 1547 году водил передовой полк из Смоленска к Мстиславлю против Литвы.
Погиб в 1549 году в бою с казанскими татарами под Плёсом. По родословной росписи показан бездетным.